# Plano de la Empacadora

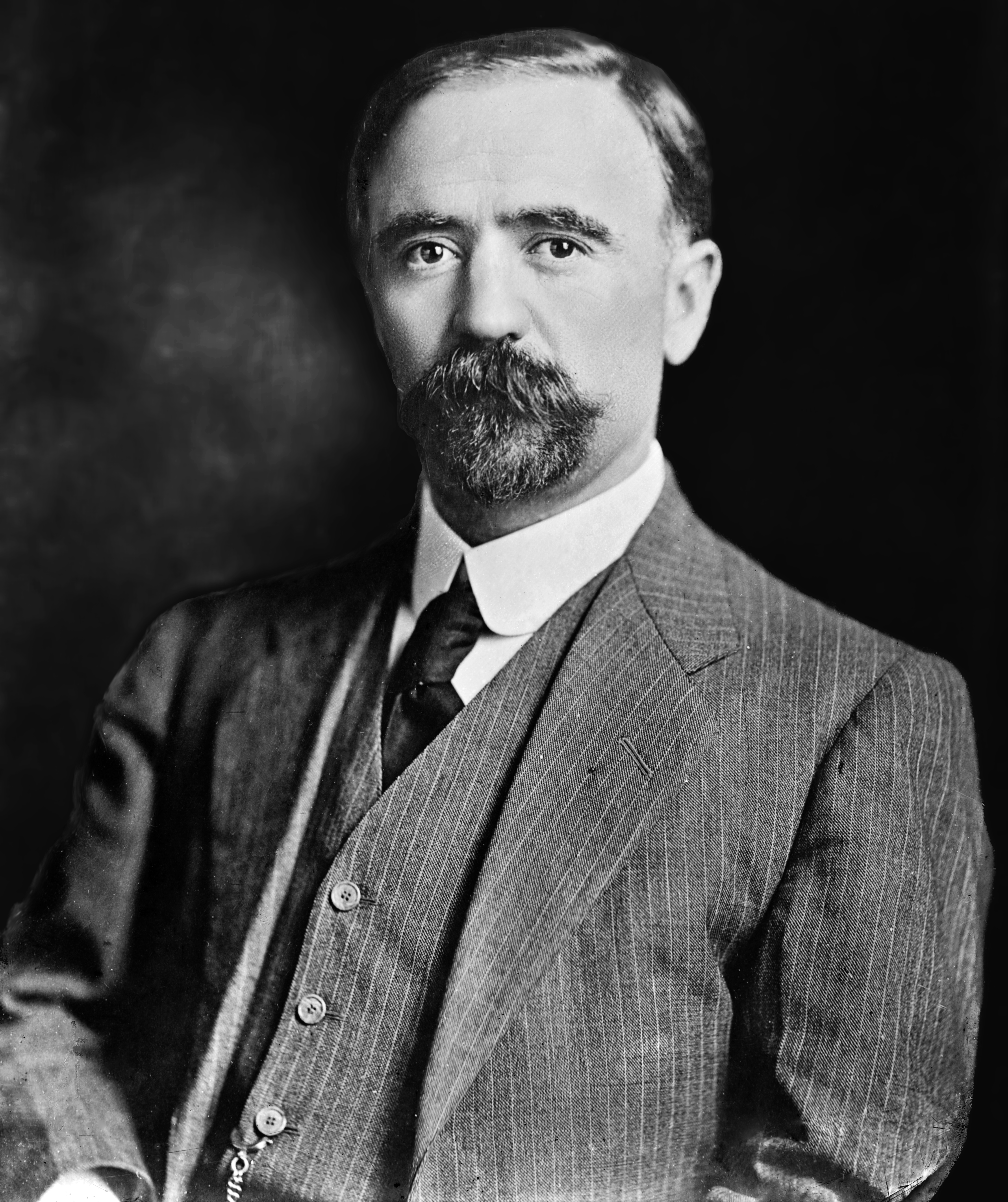
Madero não cumpriu o prometido no Plano de San Luis, razão pela qual o seu governo foi criticado.

O Plano de la Empacadora (também conhecido como Plano Orozquista) foi um pacto realizado por Pascual Orozco em 25 de março de 1912, em Chihuahua, na chamada Casa Empacadora. Foi assinado pelos generais  Pascual Orozco (ex-maderista), José Inés Salazar, Emilio P. Campa, Benjamín Argumedo (estes três, veteranos do Partido Liberal Mexicano) e alguns coroneis como Gonzalo C. Enrile (reyista) e Félix Díaz. O lema deste pacto era “Reforma, Libertad y Justicia” (Reforma, Liberdade e Justiça). Foi celebrado devido ao que eles consideravam ser a violação de Madero dos termos do Plano de San Luis. Trata-se de um documento extenso no qual eram lançadas críticas ao governo maderista, que era por este meio repudiado, e ao qual se exigiam mudanças políticas, sociais e económicas.
Após terem avançado rapidamente até Torreón, Coahuila, os orozquistas foram e derrotados pelo general Victoriano Huerta, leal a Madero, nas batalhas de Conejos, Rellano e Bachimba.